# Горельница
Горельница — река в России, протекает в Юрьянском районе Кировской области. Устье реки находится в 60 км по правому берегу реки Великая. Длина реки составляет 29 км, площадь водосборного бассейна 171 км².
Исток реки находится южнее деревни Середина (Верховинское сельское поселение). Река течёт на юго-восток, притоки Ночная, Постна и Поломовка (все — левые). Впадает в Великую у деревни Михоничи юго-западнее села Верховино. Ширина реки перед устьем — 10 метров.

## Данные водного реестра
По данным государственного водного реестра России относится к Камскому бассейновому округу, водохозяйственный участок реки — Вятка от города Киров до города Котельнич, речной подбассейн реки — Вятка. Речной бассейн реки — Кама.
Код объекта в государственном водном реестре — 10010300312111100034457.